# Israel Pérez
Pour les articles homonymes, voir Pérez.
Pérez  Rodríguez est un nom espagnol. Le premier nom de famille, en général paternel, est Pérez ; le second, en général maternel, souvent omis, est Rodríguez.
Israel Pérez Rodríguez (né le 31 janvier 1978 à Valencia del Ventoso en Estrémadure) est un coureur cycliste espagnol. 

## Palmarès
- 2005
  - 2e du Tour de La Rioja
- 2006
  - 4e étape du Circuito Montañés
  - 3e du Circuito Montañés
- 2009
  - 3e étape du Tour de Zamora
- 2010
  - 3e étape du Tour de La Corogne
  - Vuelta a la Montaña Central de Asturias :
    - Classement général
    - 2e étape

  - 1re étape du Tour de Tenerife (contre-la-montre par équipes)
  - 3e étape de la Cinturó de l'Empordà
  - 3e du Tour de Tenerife
- 2011
  - 2e du Tour de Zamora

## Classements mondiaux
| Année           | 2005 | 2006 | 2007  | 2008 | 2009 | 2010 |
| --------------- | ---- | ---- | ----- | ---- | ---- | ---- |
| UCI Europe Tour | 299e | 594e | 1187e |      | 777e | 707e |